# Ann-Marlene Henning

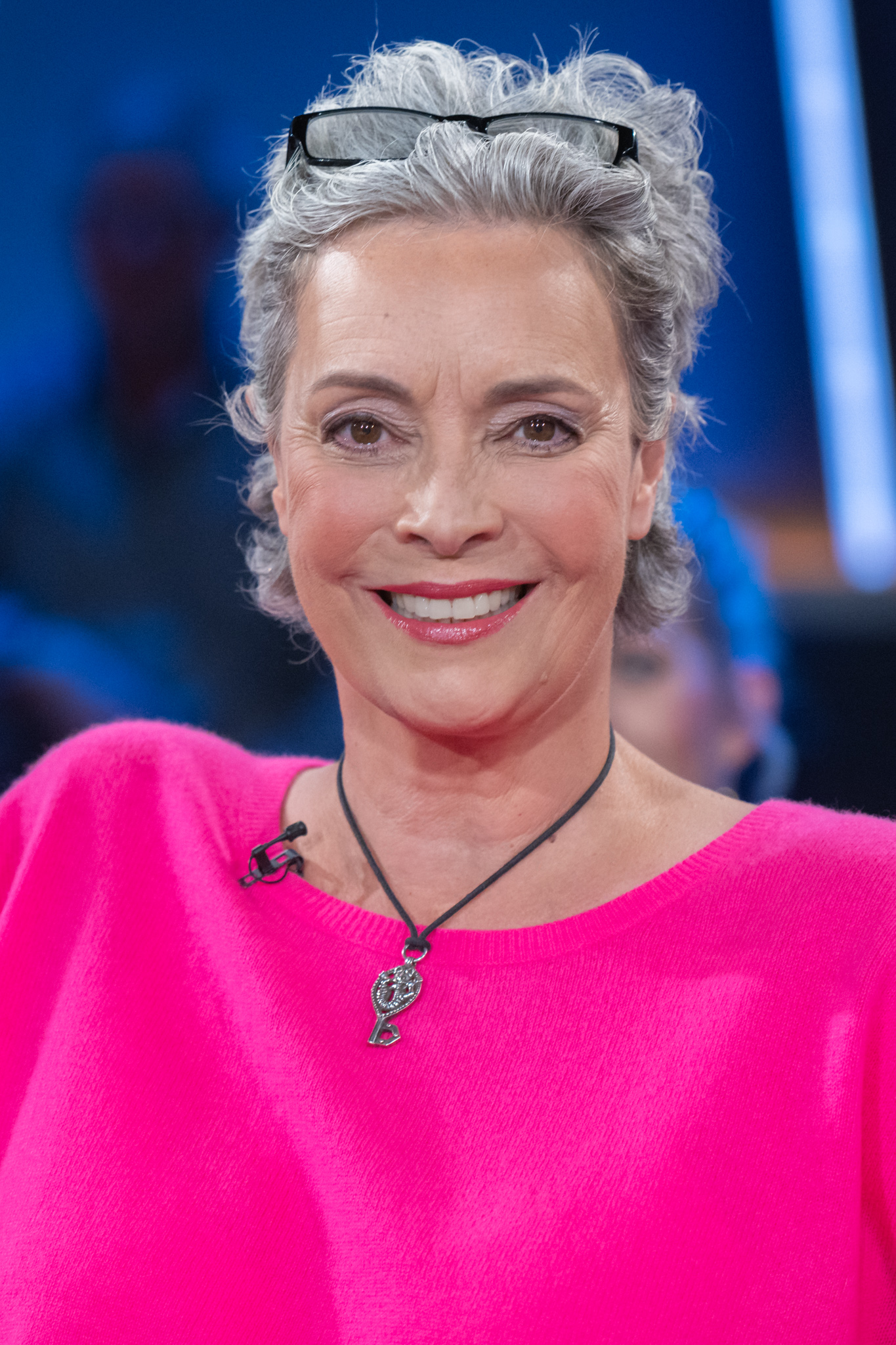
Ann-Marlene Henning in der NDR Talk Show (2022)

Ann-Marlene Henning (* 1964 in Viborg, Mitteljütland) ist eine dänische Psychologin, Sexologin, Fernseh-Moderatorin und Autorin.

## Leben und Karriere
Ann-Marlene Henning fing zunächst ein Jurastudium an der Universität Århus an. 1985 zog sie nach Hamburg, um als Buchhalterin in der dänischen Sydbank zu arbeiten und Deutsch zu lernen. Ab 1986 arbeitete sie als Model. Parallel dazu studierte sie ab 1990 über sieben Jahre Neuropsychologie an der Universität Hamburg. Das 1996 diagnostizierte (potentiell lebensbedrohliche) Hirn-Aneurysmen ließ sie operieren.
2005 begann sie in Kopenhagen eine mehrjährige Ausbildung zur Sexologin und Paar-Therapeutin. In ihrer Praxis in Hamburg-Eppendorf widmete sie sich der Paartherapie, dem Single-Coaching und der Sexualberatung. Im Mai 2012 erschien ihr Buch Make Love – Ein Aufklärungsbuch. Von November 2013 bis 2017 war sie als Moderatorin für die TV-Dokumentarreihe Make Love tätig. 2019 schloss sie ein dreijähriges Masterstudium der Sexologie an der Hochschule Merseburg ab. Seit Oktober 2018 ist sie Botschafterin für den Verein Intaktiv e. V., welcher sich, nach eigenen Angaben, für „genitale Unversehrtheit“ ausspricht. 2023 zog sie mit ihrer Praxis nach Flensburg um.
Ann-Marlene Henning ist geschieden und hat einen 1993 geborenen Sohn, James Niklas Henning. Sie lebt mit ihrem Lebensgefährten, dem US-amerikanischen Illustrator Louis Harrison, in Haderslev (DK).

## Bücher
- Make Love, mit Tina Bremer-Olszewski; Fotografien von Heji Shin. Rogner & Bernhard, Berlin 2012, ISBN 978-3-95403-002-6.
- Make More Love, mit Anika von Keiser; Fotografien von Ruth Erdt u. a. Rogner & Bernhard, Berlin, 2014, ISBN 978-3-95403-070-5.
- Liebespraxis, Rowohlt Verlag, Reinbek, 2017, ISBN 978-3-499-63318-8.
- Wenn es um das eine geht. Ulrich Clement; Ann-Marlene Henning, Vandenhoeck und Ruprecht, Göttingen 2018, ISBN 978-3-525-45195-3.
- Männer. Körper. Sex. Gesundheit., Rowohlt Verlag, Reinbek, 2018, ISBN 978-3-499-63348-5
- Sex verändert alles. Aufklärung für Fortgeschrittene, Rowohlt Verlag, Hamburg, 2019, ISBN 978-3-499-00110-9.
- Dass der Kaffee nicht mehr schmeckt, ist mein kleinstes Problem: Leben mit Long Covid, Piper Verlag, München, 2022, ISBN 978-3-492-06435-4.